# Jitzchak Mordechai

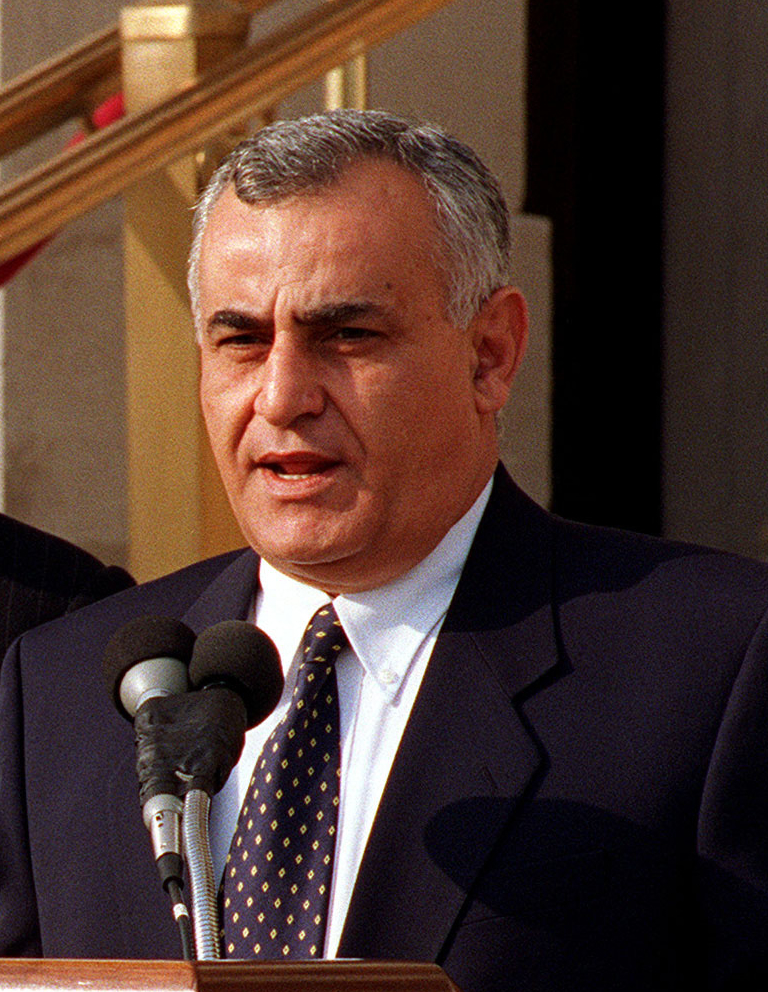
Jitzchak Mordechai (1997)

Jitzchak Mordechai (hebräisch יצחק מרדכי, Alternativschreibweise Yitzhak Mordechai; * 22. November 1944 bei Zaxo, Irak) ist ein ehemaliger irakisch-israelischer General und Politiker und als solcher Mitgründer der israelischen Zentrumspartei Mifleget ha-Merkas (auch: Merkaz; hebräisch מפלגת המרכז).

## Frühe Jahre
Mordechais Familie wanderte 1949 aus dem Irak in den neugegründeten Staat Israel aus. Mit 18 Jahren trat er in die israelische Armee ein. Er diente seit 1962 als Fallschirmjäger in der Israelischen Fallschirmjäger-Brigade und besuchte die Stabsakademie in Israel und später auch in Großbritannien. Seine Universitätsabschlüsse in Geschichte und Politikwissenschaft erhielt er von den Universitäten Tel Aviv, beziehungsweise Haifa. Ein begonnenes Jura-Studium an der Universität von Herzlija und ein Studium des Judentums an der Bar-Ilan-Universität schloss er nicht ab.

## Militärische Karriere
Während des Sechstagekrieges kommandierte er eine Fallschirmjägereinheit im Sinai und im Jom-Kippur-Krieg kommandierte er ein Fallschirmjägerbataillon an der Sinai-Front. Hier wurde er mit einer Tapferkeitsmedaille ausgezeichnet. In den Jahren 1983 bis 1986 war er höchster Offizier der Infanterie und der Fallschirmjäger. Im Jahr 1984 war Mordechai Kommandant einer Kommandoaktion, deren Ziel es war, einen entführten Bus zu befreien. Dabei wurden zwei palästinensische Busentführer nach ihrer Gefangennahme durch israelische Agenten ermordet. Mordechai und der damalige Inlands-Geheimdienstchef Avraham Schalom beschuldigten sich daraufhin gegenseitig, für die Morde verantwortlich zu sein.
1986 wurde er zum Generalmajor (Aluf) befördert und war als solcher Chef der Ausbildungsabteilung des Hauptquartiers und im selben Jahr Kommandierender des Südkommandos. Nach einer Zwischenstation als Kommandierender des Zentralkommandos in den Jahren 1989 bis 1991, wurde er schließlich 1991 Kommandierender des Nordkommandos. Damit ist er der einzige General der israelischen Armee, der alle drei Posten innehatte. Obwohl er damit für den Posten des israelischen Generalstabschefs prädestiniert gewesen wäre, wurde er bei der Besetzung übergangen. Nach 33-jähriger Dienstzeit wurde Mordechai 1995 aus der Armee verabschiedet.

## Politischer Werdegang
Nach seinem Rückzug aus der Armee wurde er im Mai 1996 für den Likud in die Knesset gewählt. Im darauffolgenden Monat wurde er zum Verteidigungsminister ernannt. Als klar wurde, dass er zusammen mit Amnon Lipkin-Schahak, Roni Milo und Dan Meridor eine neue Partei, die Merkas, gründen wollte, wurde er im Frühjahr 1999 von Ministerpräsident Benjamin Netanjahu entlassen. Seine Kandidatur zum Ministerpräsidenten (als erster Mizrachi) zu den Wahlen von 1999 brach er kurz vor den Wahlen wegen Chancenlosigkeit ab. Seinen Knesset-Sitz konnte er aber als Mitglied der Zentrumspartei wieder erkämpfen. Im Juli 1999 wurde er unter Netanjahu zum Verkehrsminister und stellvertretenden Ministerpräsidenten ernannt, musste von diesem Posten jedoch im darauffolgenden Mai des Jahres 2000 zurücktreten, da er sexueller Übergriffe auf Frauen beschuldigt wurde. Im März 2001 wurde er wegen sexueller Belästigung zweier Frauen zu einer 18-monatigen Bewährungsstrafe verurteilt.

## Privates
Mordechai ist von seiner Frau geschieden, mit der er drei Kinder hat.